# Ladislaus van Napels
Ladislaus van Napels bijgenaamd de Grootmoedige (Napels, 15 februari 1377 - aldaar, 6 augustus 1414) was van 1386 tot aan zijn dood koning van Napels en titulair koning van Jeruzalem, van 1390 tot aan zijn dood titulair koning van Hongarije en van 1406 tot aan zijn dood vorst van Tarente. Hij was het laatste mannelijke lid van het huis Anjou-Sicilië.

## Levensloop
Ladislaus was de enige zoon van koning Karel III van Napels, kleinzoon van Maria van Hongarije en Margaretha van Durazzo. Zijn vader was onder de naam Karel II korte tijd koning van Hongarije en werd in 1386 in de strijd om de Hongaarse kroon vermoord. De slechts negen jaar oude Ladislaus werd vervolgens koning van Napels, maar wegens zijn minderjarigheid werd hij onder het regentschap van zijn moeder geplaatst. Van 1390 tot 1399 werd zijn koninkrijk bevochten door Lodewijk II van Anjou, die aanspraak maakte op de Napolitaanse troon. Lodewijk II had deze geërfd van zijn vader Lodewijk I, die de adoptiezoon was van koningin Johanna I van Napels.
Ladislaus was een ervaren politicus en militair. Hij profiteerde van de anarchie in Italië om zijn koninkrijk en zijn macht uit te breiden. Zo kon hij onder het pausschap van Innocentius VII (1404-1406) Rome onder zijn controle brengen. Vanaf 1390 liet hij ook zijn aanspraken gelden op Dalmatië, Hongarije en Kroatië, die bestuurd werden door Sigismund van Luxemburg, de echtgenoot van koningin Maria van Hongarije. In 1403 werd Ladislaus in Zadar tot koning van Hongarije en Kroatië gekroond, maar hij kon zich echter niet militair doorzetten tegen Sigismund. Zijn aanspraken op Dalmatië verkocht hij in 1409 voor 100.000 dukaten aan de Republiek Venetië. 
Ladislaus was driemaal getrouwd, maar kreeg geen wettige nakomelingen. In 1390 huwde hij met zijn eerste echtgenote Costanza Chiaramonte (1377-1423), dochter van graaf Manfredi III Chiaramonte van Modica. Het huwelijk werd in 1392 geannuleerd. Op 12 februari 1402 huwde hij met zijn tweede echtgenote Maria van Lusignan (1382-1404), dochter van koning Jacobus I van Cyprus. Zijn derde echtgenote werd op 23 april 1407 Maria van Edingen (1367-1446), dochter van Jan van Edingen, graaf van Castro.
Omdat al zijn huwelijken kinderloos gebleven waren, werd Ladislaus na zijn dood in 1414 als koning van Napels opgevolgd door zijn oudere zus Johanna II.